# Marutei Tsurunen
Marutei Tsurunen (japonais: ツルネン マルテイ ou 弦念 丸呈 Tsurunen Marutei, né le 30 avril 1940) est le premier Européen (et plus largement le premier à se présenter ouvertement comme Japonais d'origine étrangère) à siéger à la Diète du Japon. Un Coréen a antérieurement été élu à Diète mais il s'était présenté comme Japonais. Tsurunen est un membre du Parti démocrate du Japon (PDJ), où il est le directeur général du département international.
Il est un des rares politiciens qui ont effectué un mandat législatif dans un pays autre que leur patrie.

## Biographie
Il nait sous le nom de Martti Turunen au village de Jaakonvaara dans la commune de Lieksa (est de la Finlande).
En 1967, à 27 ans, il se rend au Japon en tant que missionnaire de l'Église luthérienne, accompagné par sa première épouse, également finlandaise, dont il divorce quelques années plus tard.
En 1974, à 34 ans, il rencontre celle qui va devenir sa deuxième épouse, Sachiko, et tombe amoureux de son pays d'adoption. Ayant décidé de devenir japonais, il obtient la citoyenneté en 1979 et choisit alors de japoniser son nom finlandais.
Au cours de la décennie suivante, Tsurunen complète les traductions finnoises du Dit du Genji et de quelques autres livres japonais tout en enseignant l'anglais dans la Préfecture de Kanagawa.
Il a 2 enfants, une fille aînée et un fils.

## Politique
En 1992, à 52 ans, il se présente aux élections du conseil municipal du bourg de Yugawara dans le sud-ouest de la préfecture de Kanagawa et est élu. Il rédige ensuite un livre autobiographique qui remporte un certain succès éditorial, Ainsi est venu l'élu aux yeux bleus (青い目の議員がゆく, Aoi me no giin ga yuku).
Il a servi dans l'assemblée de Yugawara jusqu'à 1995, avant de se présenter pour la première fois aux élections pour entrer à la Chambre des Conseillers (la chambre haute de la Diète) en tant qu'indépendant au vote unique non transférable dans la préfecture de Kanagawa (où trois sièges sont à pourvoir lors du scrutin). Il arrive en quatrième position en recueillant 339 484 voix (12,93 % des suffrages) et n'est pas élu. Il est à nouveau battu dans la même circonscription et au même type de scrutin en 1998 (toujours quatrième, avec 502 712 voix et 13,1 %, soit à peine 0,2 points de moins que la candidate arrivée troisième, la conseillère sortante démocrate Keiko Chiba).
En 2000, il est pour la première fois candidat avec l'étiquette du PDJ, cette fois aux élections à la Chambre des représentants (la chambre basse) au scrutin uninominal majoritaire à un tour dans le 17e district de Kanagawa (soit l'ouest rural ou semi-rural de la préfecture). Il est assez largement battu par le député sortant du Parti libéral-démocrate (PLD, droite conservatrice, majoritaire) et ministre des Affaires étrangères en fonction à l'époque, Yōhei Kōno, avec 85 227 voix (34,3 %) contre 140 236 (56,44 %).
En 2001, après avoir écrit le livre Je Veux Être Japonais (日本人になりたい, Nihonjin ni naritai), Tsurunen, pour la 3e fois, échoue à obtenir un siège à la Chambre des conseillers qu'il briguait cette fois à la proportionnelle nationale sur la liste du PDJ. Selon le système du vote préférentiel, il réalise le neuvième score de la liste (159 653) qui a obtenu huit sièges.
Après la démission de Kyosen Ōhashi, Tsurunen entre finalement à la Chambre des Conseillers le 4 octobre 2002 pour finir son mandat qui court jusqu'en 2007. Il est réélu aux élections du 29 juillet 2007 avec le sixième résultat de la liste (242 742) qui a gagné en tout 39,48 % des suffrages exprimés et 20 des 48 sièges à pourvoir.
À la Diète, il milite tout particulièrement pour l'obtention du droit de vote aux élections locales par les étrangers résidents. Partisan d'une réduction du poids des travaux publics dans les dépenses de l'État et du renforcement de la protection de l'environnement, il a signé en 2003 une pétition de parlementaire contre la construction de l'aéroport de Shizuoka. Au sein du PDJ, il a soutenu les candidatures de Naoto Kan à la présidence du parti en septembre puis décembre 2002. Il a été vice-ministre suivant de l'Environnement, secondant Tomiko Okazaki et aux côtés de Yutaka Banno, dans le Cabinet suivant (le contre-gouvernement du PDJ) du 19 mai au 15 septembre 2009.